# Stekovics Gáspár
Stekovics Gáspár (Sárvár, 1966. szeptember 27. –) magyar festő, képzőművész, fotográfus.

## Életpályája
1981 és 1985 között a Pécsi Művészeti Szakközépiskolában tanult. Egyetemi tanulmányait 1986 és 1991 között a Magyar Képzőművészeti Egyetem festő szakán végezte, majd 1990–91-ben mesterkurzuson vett részt. Mesterei voltak Veress Sándor László és Tölg-Molnár Zoltán. 1990-től tagja a MAOE-nek. 1992-től 1998-ig a Derkovits Gyula Szabadiskola tanára, 1994–98 között a Szombathelyi Művészeti Szakközépiskolában tanít. 1998-tól 2005-ig a Berzsenyi Dániel Tanárképző Főiskola adjunktusa. 2006-tól szabadúszó.
Festőművészeti stílusa expresszív, ábrázolás módja a tárgyias és nonfiguratív hagyományokból merít, applikációkat, táblaképeket készít. 2010 óta inkább fotósként ismert.
2023-ban a Magyar Fotóművészek Szövetsége a tagjai közé választotta.
Művei a közgyűjtemények mellett megtalálhatók magyar és külföldi magángyűjteményekben is.

## Könyvei
Számos könyv és antológia szerzőportréinak készítője (Nádas Péter, Bereményi Géza, Csaplár Vilmos...).
2015-ben jelent meg fotóalbuma Képpel Írott Táj címmel. A Balaton, Szigliget és a környező táj ihlette albumot a magyar irodalom ismert képviselőinek (Esterházy Péter, Lator László, Ágh István, Vámos Miklós, Kertész Imre, Juhász Ferenc és sokan mások...) vallomásain keresztül láttatja a szerző.
„Sokféleképpen olvasható a könyv. Fotóalbumként a leginkább: a tó és környezete számtalan téli, őszi, nyári fényképen mutatja az összes arcát. Hol egy jégbe fagyott piros csónak, hol az őszi erdő, hol az alkotóház teraszának jellegzetes kőpadlója, hol a nádasba húzott csónakok – amelyek között Tutajost sejtjük valahol –, hol minimalista felvételek villannak fel, mozaikok, amelyekből összeáll egy táj képzete a fejben. Stekovics Gáspár néhol varázslatot művel: aligha láttunk fotón olyat, hogy valaki úgy tudja megmutatni a tó vizét, hogy az összetéveszthetetlenül a Balaton. Ilyet csak Egry József tudott, pasztellel. A kötet egyik lenyűgöző, dupla oldalas felvételén mindössze hat csík látható: a víz, a vízen hosszában keresztbefutó sötét sáv, talán árnyék, a napsütötte sáv – odáig nehéz elérni –, egy újabb árnyékos sáv, majd a part halvány vonala és fölötte az ég…”
Szintén 2015-ben jelent meg a Képpel írott Színház című fotóalbum. Az előszót Törőcsik Mari írta hozzá. Jordán Tamás személyes hangvételű megjegyzésekkel egészítette ki a fotókat. A könyv a Weöres Sándor Színház köré összpontosít, de számtalan, ott vendégként megfordult színész, rendező is szerepel benne (Makk Károly, Mészáros Márta, Presser Gábor, Eötvös Péter, és sokan mások...)
A Bérczes László által jegyzett Törőcsik Mari beszélgetőkönyv 2021-es újrakiadásának címlapján az ikonikus, a művésznő 80-ik születésnapjára készített fotója látható.

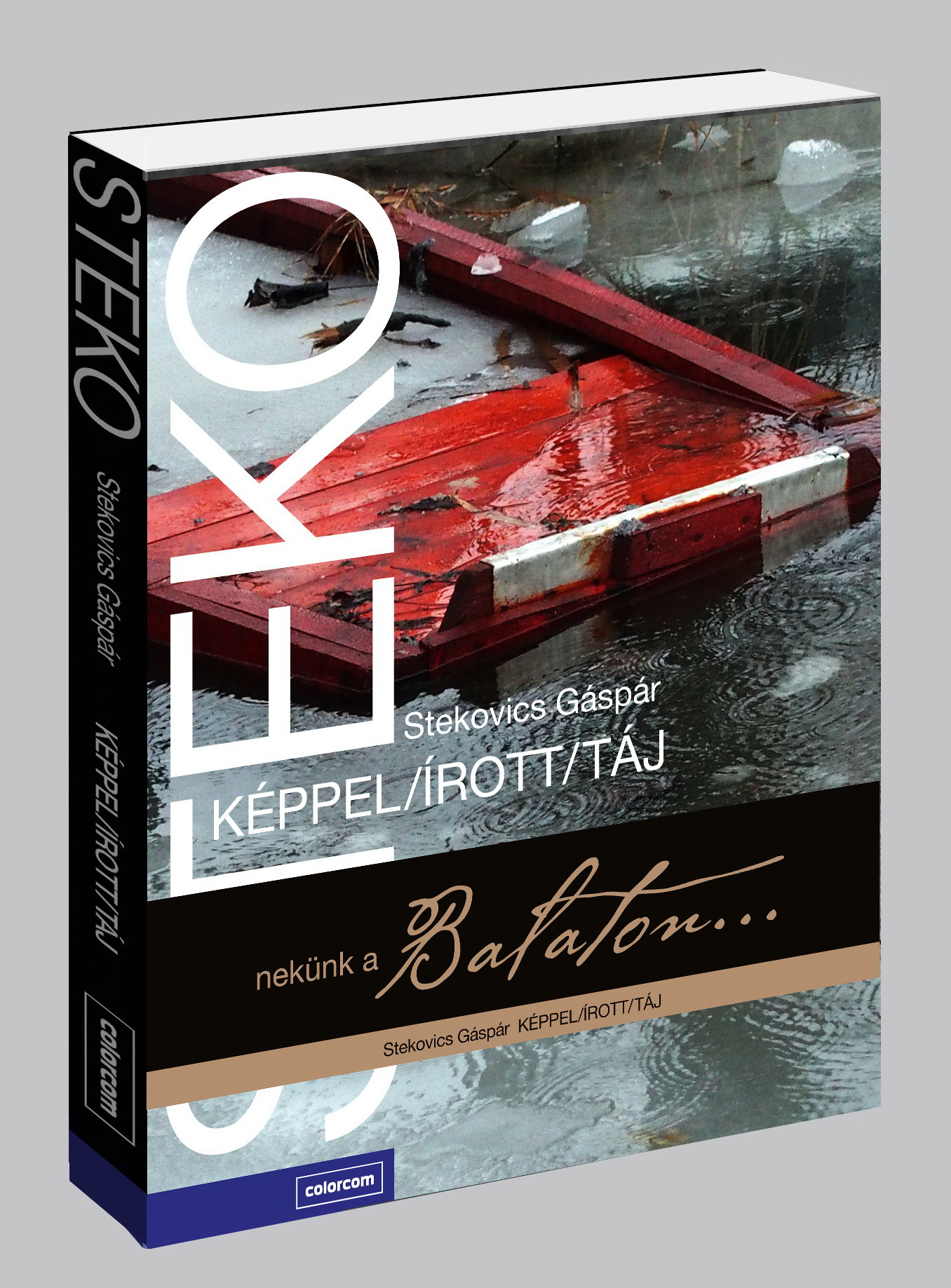
2015. Képpel írott táj (Sztankay Ádám előszavával)
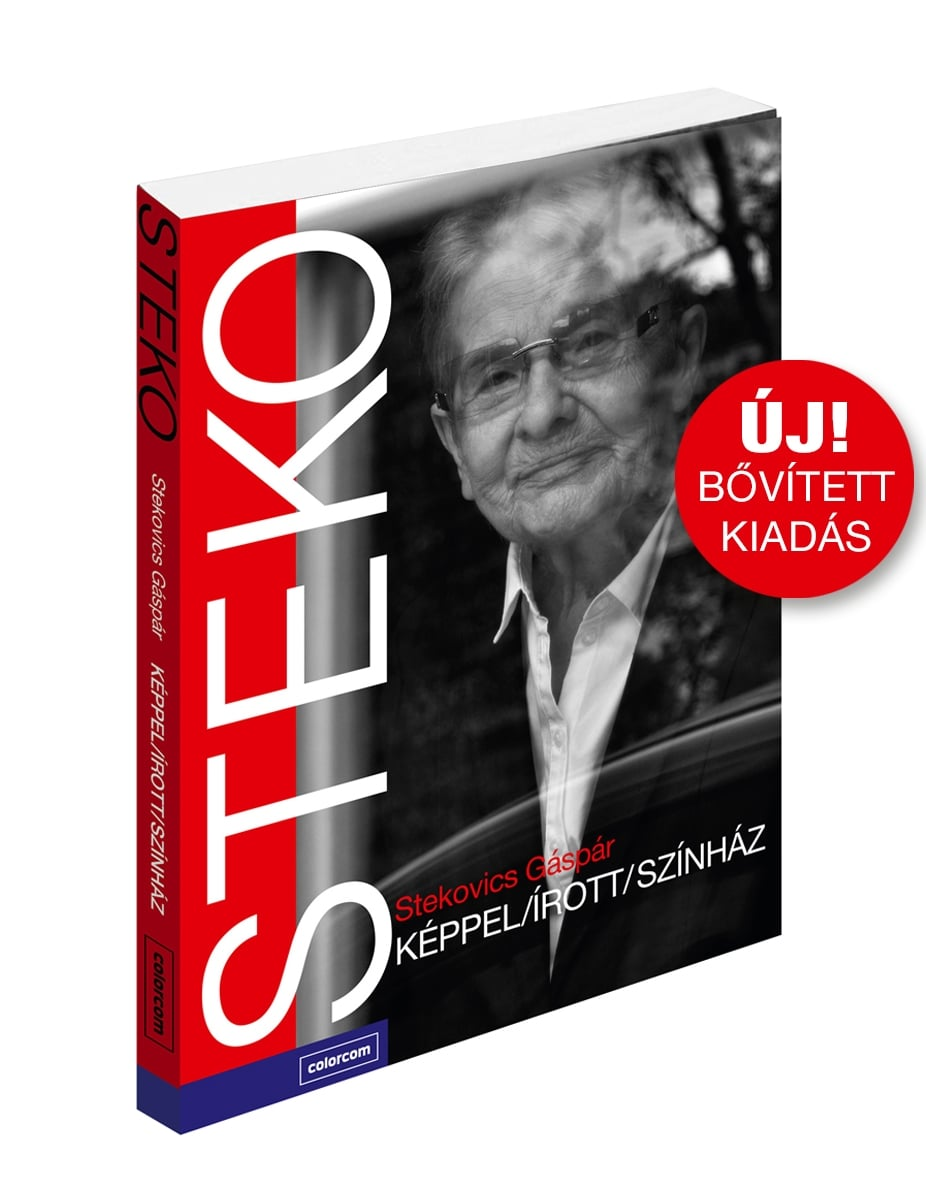
2020. Képpel írott színház (2.bővített kiadás)
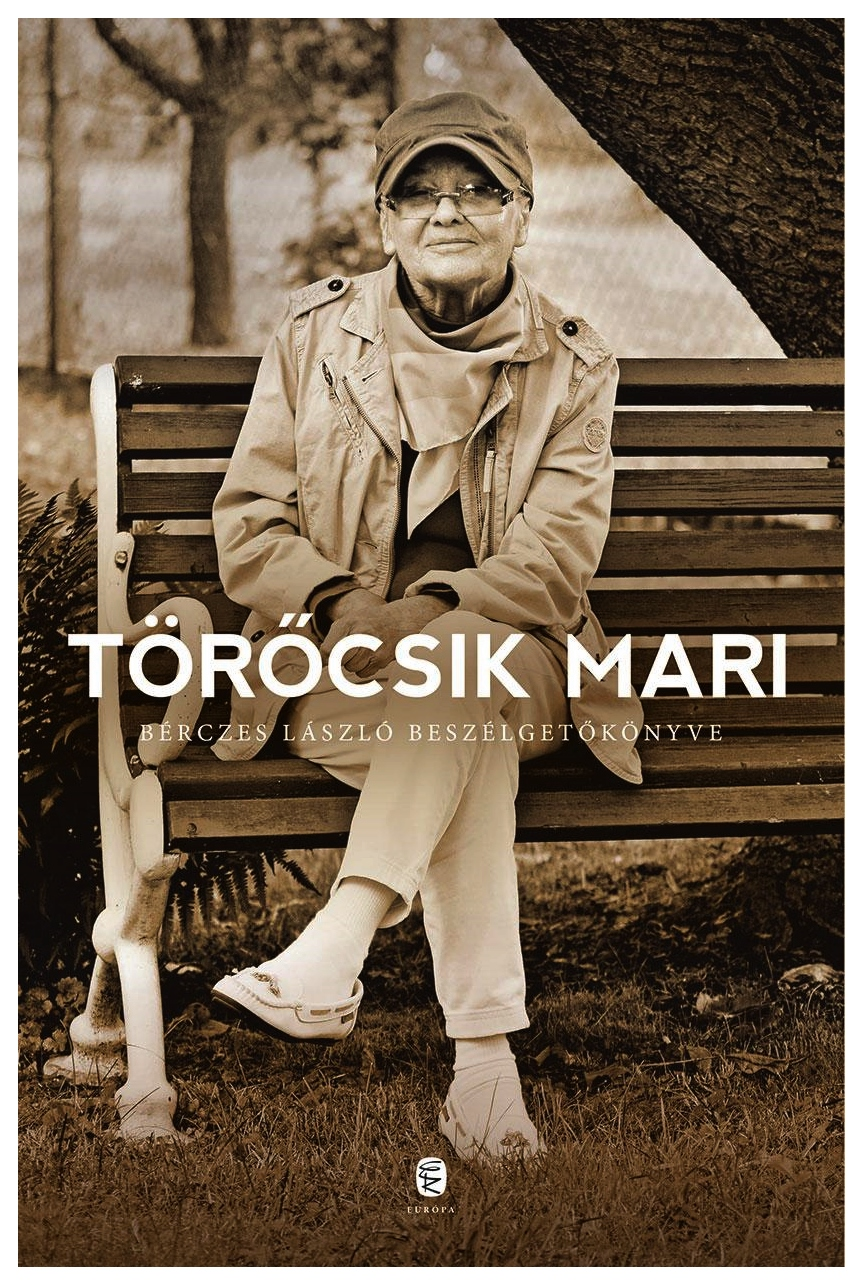
2021. Törőcsik Mari beszélgetőkönyv
2023. Képpel írott táj

## Önálló kiállításai

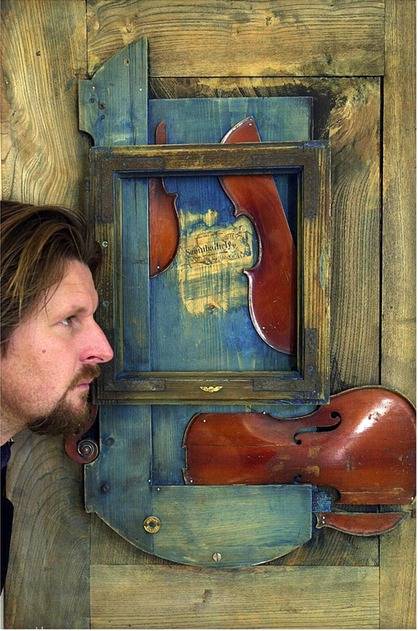
Emlék Helénnek című, 1998-as alkotásával (Czika László felvétele)

- 1992 – Kanizsai Dorottya Gimnázium, Szombathely
- 1993 – Médium Galéria, Szombathely
- 1995 – Médium Galéria, Szombathely
- 2004 
  - Művészetek Háza, Szombathely
  - Haus der Volkskultur, Gregor Pokornyval, (Oberschützen, Ausztria)
  - Zeitkunst Galerie (Halle, Lipcse) Németország
- 2005 
  - Volksbank Galéria, Szombathely
  - Galeria Arcis, Sárvár, Nádasdy-vár
  - Szombathelyi Képtár
- 2008
  - Nyitott Tér Galéria , Répcelak
  - 6er Magazin, WIEN
  - K17 Galéria, Szombathely
- 2009 
  - K17 Galéria, Fotókiállítás
  - Haus der Volkskultur, Oberschützen, Ausztria
  - Atelier Clair, Budapest
- 2010 
  - Homa Center, QuattroMobili, Szombathely
  - Élő-Tér Galéria, Fotókiállítás, Szombathely
- 2011 
  - MAOE, Irodalmi Alkotóház, Szigliget
  - „Párhuzamos struktúrák”, Vitalitas Galéria, Szombathely
- 2012 
  - Nyitott Műhely, Budapest
  - ISEUM, Szombathely
  - Alkotóház, Szigliget
- 2013 
  - MÜPA Művészetek Palotája, Budapest
  - Szigliget, Irodalmi Alkotóház
  - Művészetek Háza, Szombathely
- 2016 – Kultkikötő, Balatonföldvár
- 2017 – Nagyharsány 10.Ördögkatlan fesztivál
- 2019 
  - Vigadó Koncertterem, Budapest
  - Galéria Arcis Sárvár (Stekovics Ildikóval)
- 2021 – Grand Café, Szeged
- 2022 
  - Körhinta filmfesztivál, Budapest, Esernyős,Óbuda
  - Válogatás 10 év fotóiból, Weöres Sándor Színház
  - RévArt Galéria, Révfülöp
- 2024 – Sike Balázs Pincéje – Nefelejcs étterem és borbár Badacsonytördemic[3]

## Csoportos kiállítások

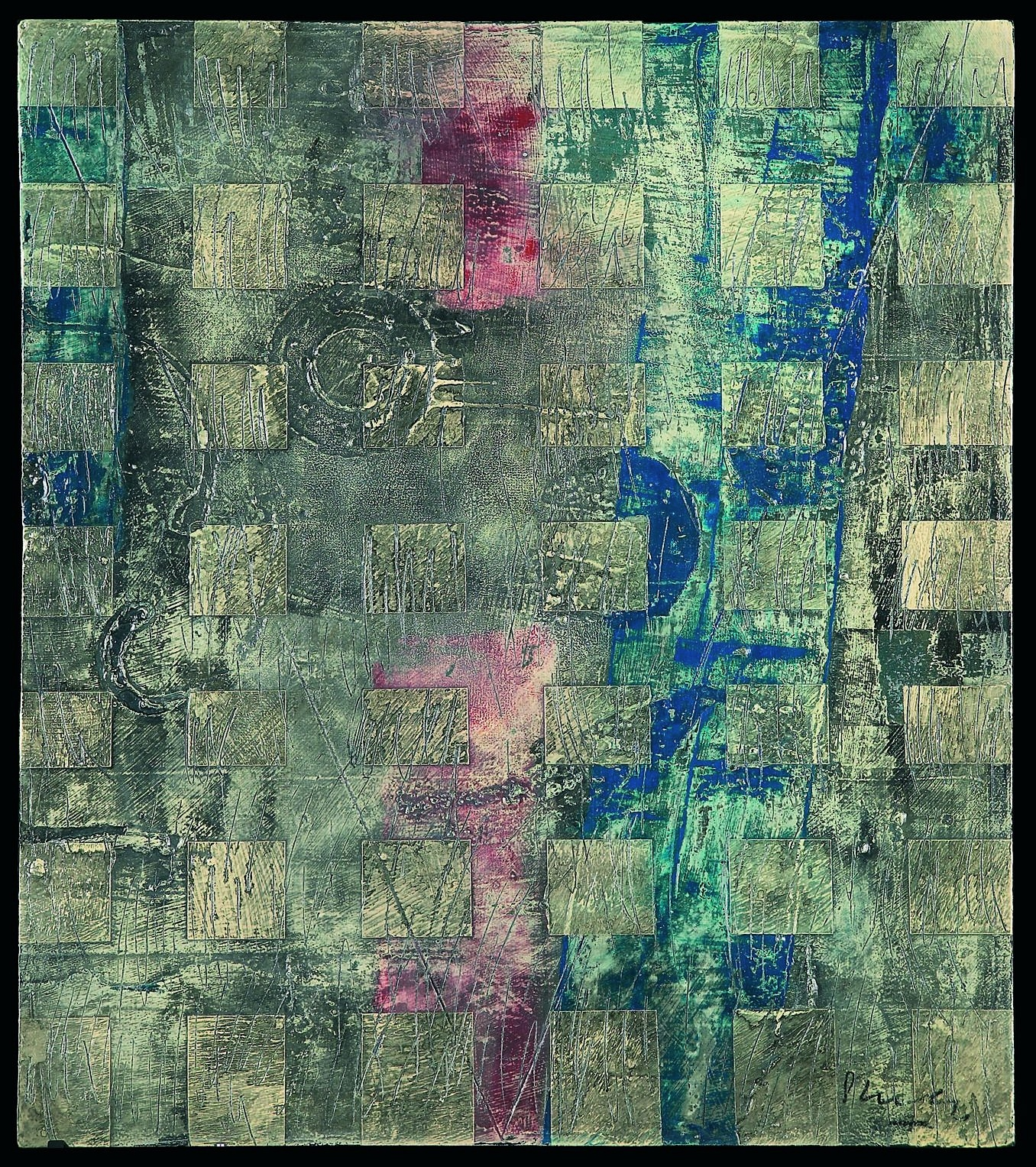
Mechanikus struktúrák című, vegyes technikával fára készült festménye. Mérete 70x70 cm

- 1990 – Barcsay terem, Képzőművészeti Egyetem, Budapest
- 1992 
  - Kanizsai Dorottya Gimnázium, Szombathely
  - Collegium Hungaricum, Bécs, Ausztria
- 1993 – Ars Savaria, Szombathelyi képtár
- 1995 – Pannonia Nemzetközi Művészeti Triennálé, Szombathelyi Képtár
- 1996 
  - Közösségi ház, Balatonalmádi
  - Medunarodna Likovna Izlozba Panonia, Cakovec, Muzej Medimurja, Horvátország
  - Mednarodna Likovna Razstava Panonia, Murska Sobota, Galerija Murska Sobota
- 1997 
  - Nagybánya, Szombathelyi Képtár
  - Vasi Szalon, Szombathelyi Képtár
- 1998 – IV. Incontro Centro Europeo, Udine, Olaszország
- 1999 – BDTF Zenei Tanszék, Szombathely
- 2000 – Tanítóképző Főiskola, Csokonai Terem, Kaposvár
- 2001
  - Pittura Colta II., Szily kastély, Zarkaháza
  - Művészeti Műhelyek, Művészetek Háza, Szombathely
- 2002 – 30 éves a rajztanárképzés, MMIK, Szombathely
- 2003
  - Antik parafrázisok, T.Takács Galéria, Szombathely
  - Savaria Tourist Galéria, Jótékonysági árverés
- 2004 
  - Savaria Tourist Galéria, Szombathely
  - Nádasdy Vár, Sárvár, Galéria Arcis
  - Art Café, Szombathely
  - Vasi Szalon, Szombathelyi Képtár
- 2005 
  - Művészetek Háza, Szalon, Szombathely
  - Cicelle, Szombathelyi Képtár
  - Eurégió Művészeti Díj, Győr, Bartók Béla Művelődési Központ
  - Eurégió Kunstpreis, Burgenenlandisches Landesmuseum Eisenstadt
  - Eurégio Művészeti Díj, Zalaegerszeg
  - Régio Art, Zalaegerszeg, Gönczi Galéria
- 2006
  - Vörös és Fekete, Médium Galéria, Szombathely
  - Oktogon Galéria, Szombathely
  - Cicelle Aranyháromszög Művészeti és Kulturális Társaság, Újlipótvárosi Galéria, Budapest
  - Cicelle, Salla Terrena Galéria, Körmend
  - Régió Art, Savaria Múzeum
  - Goldberger Ház, Centrális Galéria, Jótékonysági árverés, Budapest
  - Dunaparti Aukciósház és Galéria, 4.Művészeti árverés, Budapest
- 2007 
  - Régió Art, Flesch Károly Kulturális Központ, Mosonmagyaróvár
  - Régió Art, Győri Nemzeti Színház
  - Régió Art, Kőszeg, Zwinger
  - Cicelle, Rum, A Kultúra Háza
  - Eurégió Művészeti Díj, Zalaegerszeg, Göcseji Múzeum
  - Szapáry Kastély, Bük
  - Régió Art, Szombathely, Savaria Múzeum
  - Eurégió Művészeti Díj, Szombathelyi Képtár
  - Dunaparti Aukciósház és Galéria, Művészeti árverés, Budapest
  - Centrális Galéria, Jótékonysági árverés, Budapest
- 2008
  - Eurégio Kunstpreis, Burgenlandische Landesgalerie Eisenstadt
  - Eurégio Művészeti Díj, Xantus János Múzeum, Győr
  - Dunaparti Aukciósház és Galéria, Árverési kiállítás, Budapest
  - K17 Galéria, Szombathely
  - Ars Pannonica, Szombathelyi Képtár
  - Bánffy Galéria, Lendva, Szlovénia
- 2009
  - Fekete-fehér, K17 Galéria, Szombathely
  - Weöres Sándor Színház, K17, Szombathely
  - 10x10, K17 Galéria, Szombathely
  - Sopron, Páneurópai Piknik
- 2010 
  - K17, Szombathelyi Képtár
  - Kirakat kiállítás K17, Szombathely, Fő Tér
  - Békássy kiállítás Budapest, Palme-ház
  - Ablak a Fő Térre Szombathely
  - Fő Tér K17,Szombathely
  - Ars Pannonica Tárlat
- 2011
  - Der blaue Engel – Berlin 1930, Weöres Sándor Színház, Szombathely
  - Szombathelyi Képtár "Ornamentika"
  - Weöres Sándor Színház "Tanítványok"
  - Élő Tér Galéria "Művészek a művészekért" Szombathely
  - Sopron,"Természetfotó" NyME
- 2012 – Pápa , Jókai Mór Művelődési központ
- 2013 – Művészetek Háza, Szombathely
- 2015
  - Szombathelyi Képtár
  - Weöres Sándor Színház
  - RAM Budapest
- 2016 – Szombathelyi Képtár
- 2018 
  - Három Hét Galéria Budapest
  - Weöres Sándor Színház "Sztárcsinálók"
  - Offenes Haus Oberwart
  - Galéria Arcis Sárvár
  - Társalgó Festészet I. Szombathelyi Művészeti Szakgimnázium
  - ELTE SEK Vizuális Művészeti Tanszék
- 2021 
  - Műcsarnok, A fény képei II. Fotóművészeti Nemzeti Szalon 2021 Budapest[4]
  - Duna-korzó, Budapest
- 2022 
  - MAOE kiállítás Szombathely AGORA
  - 2022 "Ahol a múzsák laknak" Szigliget Básti Lajos Közösségi Ház
  - 2022 TeTT/Megtört progresszió, Szombathelyi Képtár
  - 2022 Debrecen, Magyarország 365
- 2023 
  - Duna-korzó Magyarország 365 Budapest
  - Zárt terek Szombathelyi Képtár
  - Vaszary Galéria Balatonfüred
  - Kauzalitás Galeria Arcis Sárvár
- 2024
  - Vaszary Galéria, Balatonfüred[5]
- 2025 
  - Zene és kép  FUGA  Budapest
  - Szombathelyi Képtár, Szombathely[6]
  - Virág Judit Galéria[7]
  - SZEZON // RESS  Szombathelyi Képtár

## Díjai, elismerései
- 1995 Pannonia-díj, a Pannonia 95 nagydíja
- 1996 Nívó-díj
- 1997 Vasi Tárlat díja
- 2004 Vasi Szalon, Szombathely város díja I. díj
- 2005 Eurégió Művészeti Díj, Győr, Eisenstadt
- 2010 Ars Pannonica, Szombathely város díja, különdíj
- 2016 Szigliget Önkormányzatának díja, a település népszerűsítéséért
- 2022 Magyar Művészeti Akadémia ösztöndíj